# Albert Constable
Albert Constable (ur. 3 czerwca 1805 w Charlestown, Maryland, zm. 18 września 1855 w Camden, New Jersey) – amerykański polityk i prawnik związany z Partią Demokratyczną.
W latach 1845–1847 przez jedną kadencję Kongresu Stanów Zjednoczonych był przedstawicielem piątego okręgu wyborczego w stanie Maryland w Izbie Reprezentantów Stanów Zjednoczonych.